# هوراس سميث
هوراس سميث (بالإنجليزية: Horace Smith)‏ (31 أكتوبر 1892 في أستراليا - 6 أبريل 1977 في أستراليا) هو لاعب كريكت أسترالي. لعب مع فريق تسمانيا للكريكت.

## وصلات خارجية
- هوراس سميث على موقع إي آس بي آن كريك إنفو (الإنجليزية)